# Cantone di La Loupe
Il Cantone di La Loupe era una divisione amministrativa dell'arrondissement di Nogent-le-Rotrou.
A seguito della riforma approvata con decreto del 24 febbraio 2014, che ha avuto attuazione dopo le elezioni dipartimentali del 2015, è stato soppresso.

## Composizione
Comprendeva i comuni di:
- Belhomert-Guéhouville
- Champrond-en-Gâtine
- Les Corvées-les-Yys
- Fontaine-Simon
- Friaize
- La Loupe
- Manou
- Meaucé
- Montireau
- Montlandon
- Saint-Éliph
- Saint-Maurice-Saint-Germain
- Saint-Victor-de-Buthon
- Le Thieulin
- Vaupillon